# Epactophanes wolfi
Epactophanes wolfi is een eenoogkreeftjessoort uit de familie van de Canthocamptidae. De wetenschappelijke naam van de soort is voor het eerst geldig gepubliceerd in 1907 door Richters.